# Trofeo Lorenzo Bandini
De Trofeo Lorenzo Bandini is een sportprijs die sinds 1992 jaarlijks wordt uitgereikt door de Italiaanse gemeente Brisighella aan het meest prijzenswaardige optreden in een motorsport van het jaar ervoor. De prijs is vernoemd naar Lorenzo Bandini die in Brisighella opgroeide. In 1993 en 2020 werd de prijs niet uitgereikt. Veelal is de prijs naar een Formule 1-coureur gegaan, in 2015 ging de prijs voor het eerst niet naar een persoon, maar naar een geheel team; Mercedes AMG Petronas Motorsport.

## Winnaars
| Jaar | Winnaar                                | Motorklasse     |
| ---- | -------------------------------------- | --------------- |
| 1992 | Ivan Capelli                           | Formule 1       |
| 1993 | Niet uitgereikt                        | Niet uitgereikt |
| 1995 | David Coulthard                        | Formule 1       |
| 1996 | Jacques Villeneuve                     | IndyCar Series  |
| 1997 | Luca di Montezemolo                    | Formule 1       |
| 1998 | Giancarlo Fisichella                   | Formule 1       |
| 1999 | Alexander Wurz                         | Formule 1       |
| 2000 | Jarno Trulli                           | Formule 1       |
| 2001 | Jenson Button                          | Formule 1       |
| 2002 | Juan Pablo Montoya                     | Formule 1       |
| 2003 | Michael Schumacher                     | Formule 1       |
| 2004 | Kimi Räikkönen                         | Formule 1       |
| 2005 | Fernando Alonso                        | Formule 1       |
| 2006 | Mark Webber                            | Formule 1       |
| 2007 | Felipe Massa                           | Formule 1       |
| 2008 | Robert Kubica                          | Formule 1       |
| 2009 | Sebastian Vettel                       | Formule 1       |
| 2010 | Lewis Hamilton                         | Formule 1       |
| 2011 | Nico Rosberg                           | Formule 1       |
| 2012 | Bruno Senna                            | Formule 1       |
| 2013 | Piero Ferrari                          | Formule 1       |
| 2014 | Daniel Ricciardo                       | Formule 1       |
| 2015 | Mercedes AMG Petronas Formula One Team | Formule 1       |
| 2016 | Max Verstappen                         | Formule 1       |
| 2017 | Scuderia Ferrari                       | Formule 1       |
| 2018 | Valtteri Bottas                        | Formule 1       |
| 2019 | Antonio Giovinazzi                     | Formule 1       |
| 2020 | Niet uitgereikt                        | Niet uitgereikt |
| 2021 | Charles Leclerc                        | Formule 1       |
| 2022 | Kevin Magnussen                        | Formule 1       |
| 2023 | Lando Norris                           | Formule 1       |